# Owen Gingerich
Pour les articles homonymes, voir Gingerich.
Owen Jay Gingerich, né le 24 mars 1930 et mort le 28 mai 2023, est un ancien professeur et chercheur en astronomie et en histoire des sciences à l'Université Harvard, et un « astronome senior emeritus » au Smithsonian Astrophysical Observatory. En plus de ses activités de recherche et d'enseignement, il est l'auteur de nombreux livres sur l'histoire de l'astronomie.
Gingerich a été également membre de l'Académie américaine des arts et des sciences, de la Société américaine de philosophie et de Académie internationale d'histoire des sciences. Il a participé activement à l'American Scientific Affiliation, une société de scientifiques évangéliques et a fait partie du conseil d'administration de la Fondation John Templeton.

## Jeunesse
Il est né dans une famille mennonite à Washington (Iowa), mais il a grandi dans les prairies du Kansas où il commença à s'intéresser à l'astronomie. Son père enseigna au Bethel College à North Newton, Kansas, de 1941 jusqu'à 1947, où il partit travailler au Goshen College, dans l'Indiana. Lorsque sa famille emménagea, Owen Gingerich commença de suivre les cours du Goshen College sans avoir reçu son diplôme de lycéen, n'y ayant terminé que ses années initiales. Il continua ses études à Harvard. En 2004, le lycée de Newton lui remit en guise de distinction un diplôme de lycéen honoraire.

## Carrière et contributions

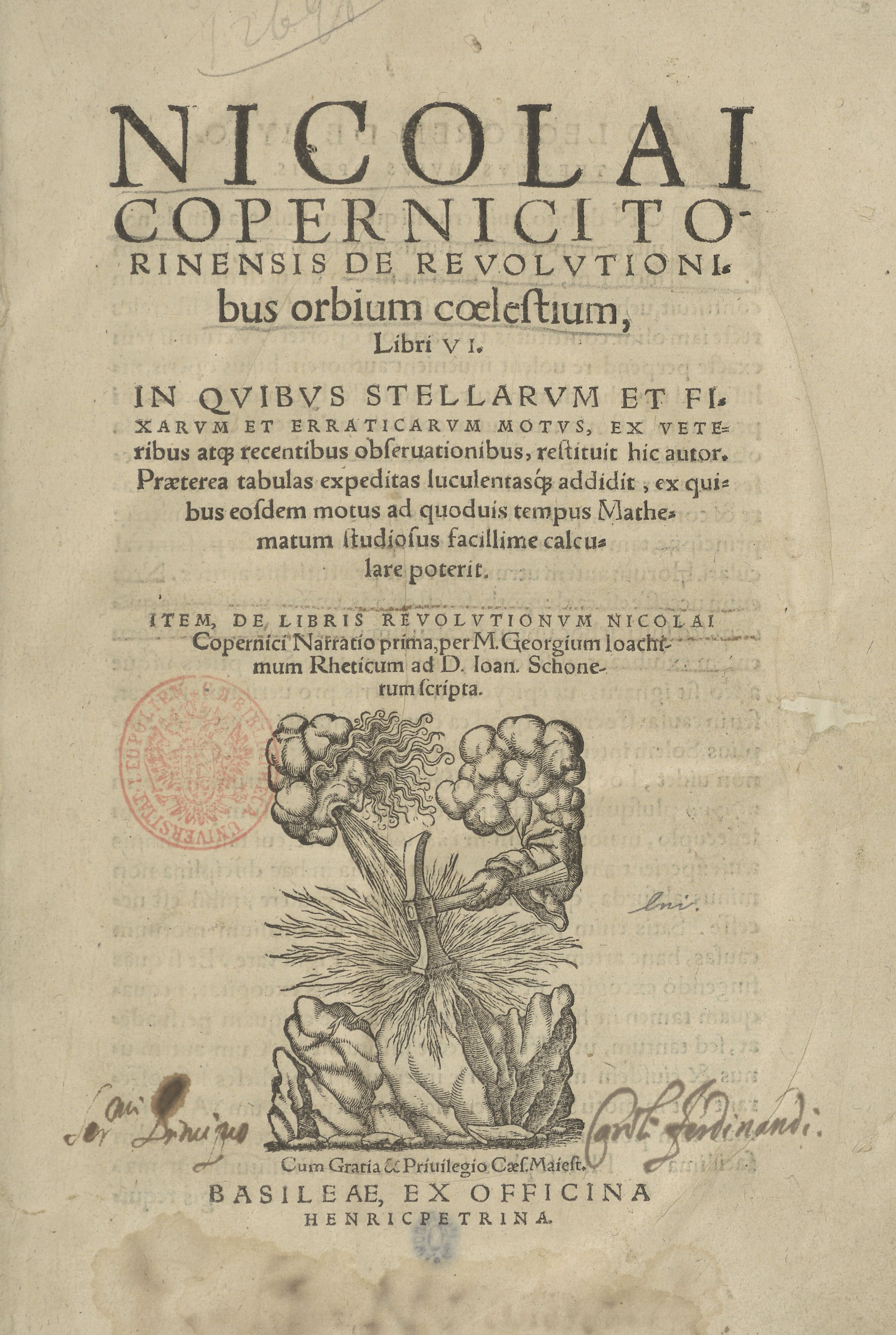
C'est largement grâce aux travaux de Gingerich que De revolutionibus (ici, la couverture de la deuxième édition-Bâle, 1566) a fait l'objet de plus de recherches et été inscrit à plus de catalogues que n'importe quel texte historique en édition originale, à l'exception de l’original de la Bible de Gutenberg

Gingerich fut finalement amené à enseigner l'astronomie à Harvard, où ses conférences devinrent réputées pour les astuces employées en vue de capter l'attention ; parmi elles, ses irruptions hors de la salle de classe armé d'un extincteur pour illustrer la troisième loi du mouvement de Newton, ou le fait de se vêtir comme un étudiant du ∏. Il a également été associé au Smithsonian et a présidé la Commission de Définition des Planètes de l'Union astronomique internationale (UAI) qui avait une mission de mise à jour de la définition des planètes reflétant les changements récents tels que ceux d'Eris.
Le comité de sept membres présenta un projet de définition qui conservait son statut à Pluton en n’exigeant d’une planète que deux caractéristiques, savoir :
1. qu’elle soit assez grande pour être parvenue à un équilibre hydrostatique, c’est-à-dire une forme quasi sphérique), et
2. qu’elle soit en orbite autour d’une étoile sans en être une elle-même.

Cette proposition fut l’objet de nombreuses critiques parce qu’elle affaiblissait le contenu du terme. La définition finalement adoptée par l’UAI ajoutait une caractéristique complémentaire : désormais, une planète doit avoir éliminé de son voisinage tout corps de taille notable, langage qui « ne fit pas du tout plaisir » à Gingerich.
En plus de ses travaux de recherche en astronomie, il en a également étudié l’histoire. Dans les années 1950, il effectua des recherches sur la vie de Charles Messier ainsi que sur son catalogue. Gingerich retrouva des notes de Messier sur deux objets supplémentaires, découverts par Pierre Méchain, qu’il ajouta au catalogue Messier : M108 (NGC 3556) et M109 (NGC 3992). Il effectua également des investigations en vue de retrouver les « objets Messier » manquants. Il arriva à la conclusion que M91 était probablement une comète, et que M102 était probablement une duplication de la galaxie M101. Sa première conclusion fut dénoncée ultérieurement lorsque W. C. Williams apporta la preuve que M91 correspondait probablement à l’objet NGC 4548, mais la seconde est encore discutée, M102 pouvant correspondre à NGC 5866.
Gingerich est une autorité largement reconnue aussi bien sur Johannes Kepler que sur Nicolas Copernic, et spécialement en ce qui concerne son De revolutionibus orbium coelestium.
Arthur Koestler en 1959 écrivit dans « Les Somnambules », au chapitre II « Le système de Copernic » à propos du De revolutionibus orbium coelestium : « Le livre que personne n’a lu – Le Livre des Révolutions des Sphères Célestes était et demeure la plus mauvaise vente de tous les temps. » Après la découverte à l’Observatoire Royal d’Edimbourg (en) d’un exemplaire rigoureusement annoté, ayant appartenu à Erasmus Reinhold, l’éminent astronome et mathématicien allemand du XVIe siècle, en Prusse, peu après la mort de Copernic au même endroit, Gingerich eut l’inspiration de vérifier l’affirmation de Koestler, et de rechercher qui avait possédé et étudié les seules éditions de l’ouvrage antérieures au milieu du XIXe siècle, l’original de 1543 à Nuremberg, et la seconde édition de 1566 à Bâle. Gingerich mit en évidence les pièces indiquant les auteurs et les méthodes de censure du livre. C’est notamment grâce aux travaux de Gingerich que ce livre est désormais celui ayant fait l’objet du plus grand nombre de recherches documentaires et apparaissant dans le plus grand nombre de catalogues juste derrière l’original de la Bible de Gutenberg. Son étude personnelle durant 30 années du chef-d’œuvre de Copernic est racontée dans The Book Nobody Read — Chasing the Revolution of Nicholas Copernicus, publié en 2004 par Walker Publishing Company (Le Livre que nul n'avait lu — À la poursuite du "De Revolutionibus" de Copernic, Dunod, collection Quai des Sciences, 2008). Ce livre et les recherches qu’il y expose lui valurent en 1981 l’Ordre du Mérite Polonais décerné par le gouvernement polonais.

## Science et religion
Étant théiste en même temps qu’historien des sciences et cosmologiste, Gingerich a à plusieurs reprises été prié de commenter les relations entre la science et la foi. Pour ce qui est de l’une d’entre elles, le dessein intelligent (DI), il considère que le problème réside dans une « immense incompréhension aussi bien de la part de ses partisans que de ses opposants ». D’un côté, dit-il, il est regrettable qu’il semble y avoir des réactions d’attrape-nigauds parmi ceux qui critiquent le DI selon l’idée que ce n’est qu’un créationnisme Jeune-Terre déguisé. D’un autre côté, il indique que, lorsque les partisans du DI présentent un bon dossier permettant une compréhension cohérente de la nature du cosmos,

« ils restent à court lorsqu’il s’agit de présenter un quelconque mécanisme efficace des causes premières des scientifiques de notre époque. Le DI n’explique pas la distribution temporelle ou géographique des espèces, ni les relations d’intrications du codage de l’ADN. Le DI est intéressant comme idée philosophique, mais il ne remplace pas les explications scientifiques qu’offre l’évolution. »

Gingerich pense qu’« il existe un Dieu concepteur, qui s’est servi à l’occasion du processus évolutionnaire pour parvenir à des objectifs plus généraux – qui sont, pour ce que nous, les êtres humains, pouvons en percevoir [le développement de] la conscience de soi et de la conscience ». Il a écrit : « Je crois dans le dessein intelligent, en minuscule 'd' et 'i'. Mais j’ai un problème avec le Dessein Intelligent en majuscule 'D' et 'I', un mouvement largement perçu comme anti-évolutionniste. » Il a indiqué que les arguments téléologiques, tels que le réglage fin de l’Univers, peuvent compter parmi les évidences, mais non comme des preuves de l’existence de Dieu. Il dit que « le sens commun et une interprétation satisfaisante de notre monde suggèrent l'intervention de la main d’une super-intelligence. »
Acceptant l’ancêtre commun à toutes les espèces, Gingerich est un évolutionniste théiste. De ce fait, il n’accepte pas le naturalisme métaphysique, en écrivant :

« La plupart des mutations sont des désastres, mais peut-être que quelques-unes d’entre elles, inspirées, ne le sont pas. Des mutations peuvent-elles être inspirées ?
Ici se situe le rideau de fumée idéologique, la division entre l’évolution athée et l’évolution théiste, et franchement c’est au-delà du domaine scientifique que de statuer d’une façon ou d'une autre sur ce sujet. La science ne s’effondrera pas si certains praticiens sont convaincus que, à l’occasion, il y a eu 
une impulsion créatrice dans la longue chaîne de l’existence. »

Les croyances de Gingerich ont quelquefois suscité des critiques de la part des créationnistes Jeune-Terre, qui sont en désaccord avec l’idée d’un Âge de l'Univers qui se compte en milliards d’années. Gingerich a répondu partiellement en disant que « la grande tapisserie de la science est tissée en même temps que la question du 'comment ?' » alors que le récit et la foi biblique « touchent des questions entièrement différentes : non pas sur le 'comment ?', mais sur les motivations du 'Qui ' »

## Réussites et distinctions
À Harvard, Gingerich enseigna « La perspective astronomique », un cours scientifique central pour des non-scientifiques, qui fut, à la date de sa retraite en l'an 2000, le plus ancien cours de l'Université avec la même direction. Un certain semestre, alors que les inscriptions à son cours se tassaient, Gingerich loua un avion pour voler au-dessus de Harvard en traînant une banderole sur laquelle était écrit : « Sci A-17. M, W, F. Try it! » La classe se remplit avant la fin de la semaine. En 1984, il gagna le prix Phi Beta Kappa de Harvard-Radcliffe, pour l'excellence de son enseignement, en partie du fait de sa créativité dans l'usage des costumes médiévaux, des extincteurs et d'au moins un avion.
Le Dr Gingerich a écrit plus d'une vingtaine d'ouvrages, a publié près de 600 articles et études ethniques et pédagogiques et a écrit de nombreux autres articles pour un public populaire. Deux anthologies de ses études ont été publiées, The Great Copernicus Chase and Other Adventures in Astronomical History aux Cambridge University Press et The Eye of Heaven: Ptolemy, Copernicus, Kepler à l'American Institute of Physics.
Il a fait partie du conseil de l'American Astronomical Society et a contribué à l’organisation de sa Division Astronomie historique. En 2000, il a remporté le prix Doggett pour sa contribution à l'histoire de l'astronomie et, en 2006, il a reçu le prix Jules-Janssen de la Société astronomique de France (SAF) en récompense pour ses travaux astronomiques importants.
L’astéroïde (2658) Gingerich, découvert le 13 février 1980, à l’Observatoire de Harvard, a été baptisé en son honneur.

## Vie personnelle
Gingerich et sa femme Myriam ont été mariés plus de 50 ans. Ils ont eu trois garçons et plusieurs petits-enfants. Il a collectionné les livres rares. Bien qu'il ne possèdât pas d'exemplaire de la première édition du De Revolutionibus (mais deux exemplaires de la seconde édition), sa collection d'éphémérides des 16e et 17e siècles ne le cède qu'à celle de la Bibliothèque nationale à Paris.

## Publications
- (en) Owen Gingerich, « Astronomy » in The Encounter between Christianity and Science, edited by Richard H. Bube, William B. Eerdmans Publishing Company, 1968, pages 109-133
- (en) Owen Gingerich, « Erasmus Reinhold and the dissemination of Copernicus theory », in : Owen Gingerich, The Eye of Heaven: Ptolemy, Copernicus, Kepler, American Institute of Physics, New York NY 1993,  (ISBN 0-883-18863-5), p. 221–251, reprise de « The Role of Erasmus Reinhold and the Prutenic Tables in the Dissemination of the Copernican Theory », Studia Copernicana VI (Colloquia Copernicana II) (Warsaw: Ossolineum, 1973), p. 43-62.
- (en) Owen Gingerich, Robert S. Westman, The Wittich Connection: Conflict and Priority in Late Sixteenth-Century Cosmology, Transactions of the American Philosophical Society, vol. 78, part 7, 1988 lire en ligne,
- Owen Gingerich, Le Livre que nul n'avait lu – À la poursuite du « De Revolutionibus » de Copernic, Dunod, coll. « Quai des sciences », 2008, 337 p. (ISBN 978-2-10-049611-2 et 2-10-049611-5), traduction de The Book Nobody Read: Chasing the Revolutions of Nicolaus Copernicus, New York: Walker, 2004  (ISBN 0-8027-1415-3).
- (en) Owen Gingerich, An Annotated Census of Copernicus' De Revolutionibus (Nuremberg, 1543 and Basel, 1566), Leiden Boston, MA, Brill, 2002, 402 p. (ISBN 90-04-11466-1) (Studia copernicana. Brill's series; v. 2)
- (en) Owen Gingerich, God's Universe, Cambridge, Mass, Harvard University Press, 2006 (ISBN 0-674-02370-6)
- General editor of Oxford Portraits in Science (depuis 1996)
- (en) Owen Gingerich, The Eye of Heaven: Ptolemy, Copernicus, Kepler, New York, NY, American Institute of Physics, 1993 (ISBN 0-88318-863-5)

### Généralités
- Sa page personnelle sur le site d'Harvard
- Interview vidéo du Dr Gingerich par le journaliste Robert Wright pour meaningoflife.tv
- Interview du Dr Gingerich sur diverses « questions cosmiques »
- Interview d'Owen Gingerich par Alan Macfarlane le 31 août 2008 (film)

### Études
- Is the Cosmos All There Is?
- « Is There a Role for Natural Theology Today? » (Réédition abrégée de Science and Theology: Questions at the Interface, édité par Murray Rae, Hilary Regan, et John Stenhouse (T & T Clarke, Edinburgh, 1994), p. 29-48)
- « Taking the ID debate out of pundits’ playbooks ». Science & Theology News (en), 8 novembre 2005.
- « The best of times, the worst of times » Sermon pour le Millénaire, 5 décembre 1999.
- « Ingredients for life » in (en) Russell Stannard, God for the 21st century, Radnor, PA, Templeton Foundation Press, 2000, 204 p. (ISBN 1-890151-39-4, présentation en ligne)
- Les articles de Gingerich dans JASA (Journal of American Scientific Affiliation)